# Šarlota Amálie Hesensko-Philippsthalská
Šarlota Amálie Hesensko-Philippsthalská (11. srpna 1730, Philippsthal – 7. září 1801, Meiningen) byla vévodkyní a v letech 1763 až 1782 regentkou Sasko-meiningenu.

## Život
Šarlota Amálie se narodila jako dcera lankraběte Karla I. Hesensko-Philippsthalského a jeho manželky, princezny Kristýny Sasko-Eisenašské. V roce 1750 se dvacetiletá Šarlota provdala za třiašedesátiletého sasko-meiningenského vévodu Antonína Ulricha, jemuž za třináct let manželství porodila osm dětí.
Vévoda ve své poslední vůli a závěti stanovil Šarlotu Amálii jedinou poručnicí jejich synů a regentkou Sasko-Meiningenu. Antonín Ulrich odjel s rodinou do Frankfurtu nad Mohanem, kam se uchýlili před rodinnými spory. Po manželově smrti Šarlota nejdříve odcestovala do Philippsthalu, kde čekala na císařské rozhodnutí, které ji potvrdilo jako poručnici a vladařku. Příbuzní z Gothy v očekávání dědictví odcestovali do Meiningenu. Po císařském rozhodnutí, které potvrdilo vévodovu poslední vůli, se mohla Šarlota přestěhovat do Meiningenu.
Když v roce 1763 přijala regentství, země byla finančně a ekonomicky zničená. Díky přísným úsporným opatřením a reformám, ekonomické rekonstrukci a podpoře duchovního života, je považována za "spasitelku vévodství". Jmenováním nových ministrů, jako je Adolph Gottlieb von Eyben, umožnila ústřední vládě do jednoho roku znovu účinně fungovat. Díky sofistikovanému systému úspor a finanční analýze u dvora, na sebe přitáhla pozornost císaře Josefa II., který ji jmenoval ředitelkou Komise na záchranu ještě beznadějně zadluženého vévodství Sasko-Hildburghausen.
Protože její synové měli právo vládnout společně, vládla společně se svým nejstarším synem Karlem v letech 1775 až 1782, když byl Jiří I. ještě nezletilým.
Její panování bylo průlomem osvíceného absolutismu v Sasko-Meiningenu; a své syny vychovala tak, aby pokračovali v této politice. Založila zednářskou lóži Charlotte zu den drei Nelken ("Šarlota a tři karafiáty"). Podle jejího posledního přání nebyla pochována v královské hrobce, ale na městském hřbitově.

## Potomci
Za třináct let manželství porodila Šarlota Amálie manželovi osm dětí:
- 1. Šarlota Sasko-Meiningenská (11. 9. 1751 Frankfurt nad Mohanem – 25. 4. 1827 Janov)
  - ⚭ 1769 Arnošt II. Sasko-Gothajsko-Altenburský (30. 1. 1745 Gotha – 20. 4. 1804 tamtéž), vévoda sasko-gothajsko-altenburský od roku 1772 až do své smrti
- 2. Luisa Sasko-Meiningenská (6. 8. 1752 Frankfurt nad Mohanem – 3. 6. 1805 Kassel)
  - ⚭ 1781 Adolf Hesensko-Philippsthalsko-Barchfeldský (29. 6. 1743 Ypry – 17. 7. 1803 Barchfeld), lankrabě hesensko-philippsthalsko-barchfeldský
- 3. Alžběta Sasko-Meiningenská (11. 9. 1753 Frankfurt nad Mohanem – 3. 2. 1754 tamtéž)
- 4. Karel Vilém Sasko-Meiningenský (19. 11. 1754 Frankfurt nad Mohanem – 21. 7. 1782 Sonneberg), vévoda sasko-meinigenský od roku 1763 až do své smrti, v době nezletilosti vládla matka, jako regentka
  - ⚭ 1780 Luisa Stolbersko-Gedernská (13. 10. 1764 Gedern – 24. 5. 1834)
- 5. Fridrich František Sasko-Meiningenský (16. 3. 1756 Frankfurt nad Mohanem – 25. 3. 1761 tamtéž)
- 6. Fridrich Vilém Sasko-Meiningenský (18. 11. 1757 Frankfurt nad Mohanem – 13. 4. 1758 tamtéž)
- 7. Jiří I. Sasko-Meiningenský (4. 2. 1761 Frankfurt nad Mohanem – 24. 12. 1803 Meiningen), vévoda sasko-meinigenský od roku 1782 až do své smrti
  - ⚭ 1782 Luisa Eleonora z Hohenlohe-Langenburgu (11. 8. 1763 Langenburg – 30. 4. 1837 Meiningen)
- 8. Amálie Sasko-Meiningenská (4. 3. 1762 Frankfurt nad Mohanem – 28. 5. 1798)
  - ⚭ 1783 kníže Karel Jiří Erdmann z Carolath-Beuthenu (3. 11. 1759 – 1. 1. 1817)